# Sabin Bălașa
Sabin Bălașa (né le 17 juin 1932 à Dobriceni, Județ d'Olt, Royaume de Roumanie - mort le 1er avril 2008 à Bucarest) est un peintre et réalisateur contemporain roumain. Il décrivait lui-même son œuvre comme appartenant au Romantisme cosmique.

## Biographie
Sabin Bălașa entreprit des études artistiques à l'Institut d'Arts plastiques « Nicolae Grigorescu », dont il sortit diplômé à la fin des années 1950.
Parmi les œuvres les plus notables de Bălașa, on compte plusieurs très grandes fresques, telles que celles décorant des salles de l'université Alexandru Ioan Cuza de Iași, la plus ancienne université de Roumanie. Il est l'oncle du célèbre guitariste virtuose Andrei Bǎlașa.
En 1973 et 1976 la municipalité de Bucarest lui commanda et paya des portraits de Nicolae et Elena Ceaușescu. À la fin des années 1980, après la Révolution de 1989, Bălașa fut accusé de promouvoir le culte de la personnalité. Pourtant, en dehors des œuvres commandées pour le hall de la mairie de Bucarest, aucune autre preuve de ces accusations n'a pu être produite. Et ce, d'autant que son père et son oncle furent emprisonnés pendant plus de vingt ans en raison de leur opposition au régime communiste.
Dans un article publié à l'occasion d'une exposition qu'elle organisait en 2000, la galerie Gallery&Studio qualifie Sabin Bălașa de visionnaire roumain, et lui cherche une parenté avec des peintres qui l'ont précédé : « Certains aspects de l'art de Sabin Bălașa peuvent être comparés à celui de prédécesseurs aussi divers que William Blake (le champ de sa vision cosmique) et René Magritte (sa transcendance métaphysique des lois de la matière), et pourtant, le monde qu'il a créé est un amalgame unique de la philosophie et de l'imagination. »
En juin 2005, Bălașa attaque le quotidien français Le Monde en diffamation après la reproduction par celui-ci d'une peinture de propagande réalisée par un autre peintre, accompagnée d'une légende lui en attribuant la paternité. Le Monde reconnut son erreur en publiant un rectificatif dans son numéro daté du 5 juillet 2005.
Sabin Bălașa meurt à Bucarest le 1er avril 2008, à l'âge de 75 ans.

## Œuvres

### Expositions en Roumanie et à l'étranger
- Rome, 1978 ;
- Rome, 1980 ;
- Stockholm, 1982 ;
- Bucarest, Musée national d'Art, 1982 ;
- Corfou, Grèce, 1982 ;
- Moscou, Tbilisi, et d'autres capitales de l’Union soviétique, 1988 ;
- Bucarest, 1992 ;
- Israël, 1994 ;
- Bucarest, World Trade Center, 2000 ;
- Iași, Université Alexandru Ioan Cuza, 2002 ;
- Bucarest, 2005.

### Films d'animation
Sabin Bălașa est l'auteur et le réalisateur de 12 films d'animation : 
- Picatura, (Le goutte-à-goutte), 1966
- Orașul (La Ville), 1967
- Valul (La Vague), 1968
- Pasarea Phoenix (Le Phénix), 1968
- Fascinatie(Fascination), 1969
- Intoarcere in viitor (Retour vers le futur), 1971
- Galaxia (Galaxie), 1973
- Oda, (Ode), 1975
- Exodul spre lumina (Exode vers la lumière), 1979

### Fresques
19 grandes fresques murales (représentant approximativement une superficie de 270 m2), Université Alexandru Ioan Cuza, Iași, Roumanie :
- Aspiratie (Aspiration) 380/546 cm
- Omagiu Intemeietorilor (Hommage aux Fondateurs) 372/471 cm
- Amfiteatru (Amphithéâtre) 452/400 cm
- Generatii (Générations) 452/379 cm
- Triumful vietii (Triomphe de la vie) 420/249 cm
- Dezastrul atomic (Désastre atomique) 420/249 cm
- Icar (Icare) 422/248 cm
- Prometeu (Prométhée) 417/247 cm
- Exodul spre lumina (Exode vers la lumière) 416/247 cm
- Stefan Cel Mare 419/250 cm
- Moldova (Moldavie) 430/265 cm
- Luceafarul - triptyque